# Вильнёв (кантон)
Вильнё́в (фр. Villeneuve) — кантон во Франции, находится в регионе Юг — Пиренеи, департамент Аверон. Входит в состав округа Вильфранш-де-Руэрг.
Код INSEE кантона — 1243. Всего в кантон Вильнёв входят 10 коммун, из них главной коммуной является Вильнёв.

## Коммуны кантона
| Коммуна           | Население, чел. (2006) | Почтовый индекс | Код INSEE |
| ----------------- | ---------------------- | --------------- | --------- |
| Амбейрак          | 191                    | 12260           | 12007     |
| Вильнёв           | 2 017                  | 12260           | 12301     |
| Ла-Капель-Балагье | 240                    | 12260           | 12053     |
| Монсалес          | 215                    | 12260           | 12158     |
| Оль-э-Ренод       | 120                    | 12260           | 12175     |
| Сальваньяк-Кажарк | 353                    | 12260           | 12256     |
| Сен-Реми          | 297                    | 12260           | 12242     |
| Сент-Ижест        | 163                    | 12260           | 12227     |
| Сент-Круа         | 632                    | 12260           | 12217     |
| Сожак             | 139                    | 12260           | 12261     |

## Население
Население кантона на 2006 год составляло 4 555 человек.
| 1962  | 1968  | 1975  | 1982  | 1990  | 1999  | 2006  | 2007 |
| ----- | ----- | ----- | ----- | ----- | ----- | ----- | ---- |
| 3 426 | 3 644 | 3 621 | 3 916 | 4 183 | 4 367 | 4 555 | —    |